# AnandTech
AnandTech — онлайн-журнал о компьютерном оборудовании, принадлежащий компании Future plc. AnandTech была основана 14-летним Анандом Лалом Шимпи в 1997 году, который занимал пост генерального директора и главного редактора до 30 августа 2014 года, в то время компания называлась Anand’s Hardware Tech Page и размещалось на ныне несуществующей бесплатной службе хостинга под названием Geocities. Позже Райан Смит заменил его на посту главного редактора. Веб-сайт AnandTech является источником обзоров оборудования и тестирования производительности, ориентированного на энтузиастов компьютерного строительства.

## История
На ранних стадиях, совладелец компании, а также старший редактор Мэтью Витейлер, создавал проницательные и подробные обзоры для сайта. В 2004 году старший редактор в качестве дипломного проекта по анализу данных, разработал систему цен, благодаря которой AnandTech добавила функцию поиска цен на компьютеры. Этот механизм цен называется RTPE.
30 августа 2014 года Ананд принял решение покинуть AnandTech, чтобы работать в Apple, и назначил своим преемником редактора AnandTech — Райана Смита.
17 декабря 2014 г. Purch объявила о приобретении Anandtech.com.
В 2018 году Anandtech и потребительские бренды Purch были проданы компании Future.

## Форумы
На данный момент у AnandTech около 400 000 зарегистрированных пользователей и более 40 миллионов сообщений. AnandTech содержит множество подфорумов, в том числе среду для обсуждения разных тем AnandTech Off-Topic (или ATOT, как её называют участники).
В июле 2007 года форум пережил серьёзные изменения, которые, как заявили администраторы, были необходимы для дальнейшего роста пользовательской базы. С форума был удалён фильтр ненормативной лексики, а также были раскрыты личности анонимных модераторов-добровольцев . Большинство подфорумов были реструктурированы.